# مقاطعة ديلاوير (نيويورك)
مقاطعة ديلاوير (بالإنجليزية: Delaware County)‏ هي إحدى المقاطعات في ولاية نيويورك في الولايات المتحدة الأمريكية.

## أعلام
- جون بوروز
- إدوارد أورتن سينيور
- كليفلاند سميث
- مايكل هير